# Karla Vašicová
Karla Vašicová (* 14. října 1927) je česká malířka a výtvarná umělkyně.

## Životopis
Narodila se 14. října 1927 v Brně. Studium absolvovala na Střední uměleckoprůmyslové škole v rodném Brně. Byla členkou českého fondu výtvarných umění (ČFVU).
Ač byla jejím původním oborem malba, celou svojí profesní kariéru spojila se svým manželem Oldřichem Vašicou, se kterým spolupracovala na projektech výtvarných děl pro veřejné prostory.
Jejich společná díla se objevovala například v budovách nemocnic, nádraží, hotelů, ale i sportovních hal a dalších objektů veřejného užitku. Jednalo se především o mozaiková díla ze skleněných a keramických materiálů.